# Карагаево (Белорецкий район)
Карага́ево, Карагаева, Карагай (баш. МФА: Ҡарағайо файле) — упраздненный в 1986 году кордон Зигазинского сельсовета Белорецкого района Башкирской АССР. После упразднения — урочище Кордон Карагаево

## География
Находился возле реки Зигаза. Вблизи урочище Печи Каратаева, Карагаево, Могильник, гора Каран-тау.

### Географическое положение
Расстояние до:
- центра сельсовета (Зигаза): 11 км.
- районного центра (Белорецк): 90 км,
- железнодорожной станции (Белорецк): 89 км. (в 1952 году кордон Карагаева в 23 км от железнодорожной станции Тукан Белорецкой узкоколейной железной дороги).

## История
В 1952 году — к. Карагаева, входящий в Зигазинский сельсовет.
Исключен из учётных данных Указом Президиума ВС Башкирской АССР от 12.12.1986 N 6-2/396 «Об исключении из учётных данных некоторых населенных пунктов»).

## Транспорт
Лесная дорога.